# Jugendpolitik
Jugendpolitik soll die Lebensverhältnisse von Jugendlichen unter Berücksichtigung ihrer Bedürfnisse und Anliegen gestalten. Die meisten Parteien haben ihre jugendpolitischen Vorstellungen in ihren Parteiprogrammen dargelegt. Viele Träger der Jugendarbeit haben sich ebenfalls zu Themen der Jugendpolitik und Jugendarbeit positioniert und Erklärungen dazu veröffentlicht. Auf den verschiedenen staatlichen Ebenen gibt es Ausschüsse, Gremien, Arbeitskreise, Jugendringe, Jugendverbände und lose Zusammenschlüsse. Zu den wichtigsten Strukturen gehören die Bundes-, die Landes- und die kommunale Ebenen.

## Bundesebene

### Jugendarbeit auf Bundesebene
Auf Bundesebene sind derzeit 24 Jugendverbände, die 16 Landesjugendringe und 5 Anschlussverbände in der Arbeitsgemeinschaft des Deutschen Bundesjugendringses zusammengeschlossen. Er übernimmt auf Bundesebene die jugendpolitische Interessensvertretung. Die Arbeitsgemeinschaft für Kinder- und Jugendhilfe – AGJ ist der Zusammenschluss der verschiedenen Träger der Jugendhilfe. Daneben gibt es weitere Zusammenschlüsse wie z. B. das Deutsche Nationalkomitee für internationale Jugendarbeit (DNK). Die Landesjugendringe vernetzen ihre Arbeit zwei Mal jährlich im Rahmen der Konferenz der Landesjugendringe.

### Jugendpolitik auf Bundesebene
Das zuständige Bundesministerium ist das Bundesministerium für Familie, Senioren, Frauen und Jugend. Einige Fragen und Aufgaben der Jugendpolitik   können zudem in die Zuständigkeitsbereiche anderer Ministerien fallen.

## Die Landesebene

### Jugendarbeit auf Landesebene (am Beispiel Niedersachsens)
In Niedersachsen gibt es über 80 landesweit organisierte Jugendverbände, die sich wiederum teilweise in Dachverbänden zusammengeschlossen haben (wie z. B. in der AEJN-Arbeitsgemeinschaft der Evangelischen Jugend in Niedersachsen oder im BDKJ – Bund der katholischen Jugend). Die meisten dieser Verbände sind Mitglieder des Landesjugendrings Niedersachsen e. V.
Der Landesjugendring vernetzt deren Arbeit und vertritt die Interessen der Jugendarbeit und der jungen Menschen gegenüber Politik, Verwaltung und Öffentlichkeit. Daneben gibt es auf Landesebene weitere Träger (z. B. Sportjugend, Landesvereinigung kulturelle Jugendbildung), die ähnlich wie AEJN und BDKJ als Dachorganisationen für einzelne Bereiche fungieren.

### Jugendpolitik auf Landesebene (am Beispiel Niedersachsens)
Auf Landesebene ist die Jugendpolitik im Niedersächsischen Ministerium für Soziales, Frauen, Familie und Gesundheit angegliedert. Entsprechend wird Jugendarbeit im Sozialausschuss des Landtages beraten. Speziell für die Belange der Jugendarbeit gibt es den im Jugendförderungsgesetz verankerten Landesbeirat für Jugendarbeit.
Als nachgeordnete und ausführende Behörde gibt es seit dem 1. Januar 2007 im Landesamt für Soziales, Jugend und Familie die Fachgruppe Kinder, Jugend und Familie, die für den Bereich der Jugendarbeit die Aufgaben des aufgelösten  Niedersächsische Landesjugendamter übernommen hat. Als Beratungsgremium fungiert dazu der Landesbeirat für Kinder und Jugendhilfe, der den bisherigen Landesjugendhilfeausschuss ersetzt. Alle 4 Fraktionen des Niedersächsischen Landtages haben jugendpolitische Sprecher-innen gewählt.

## Die kommunale Ebene

### Jugendarbeit auf kommunaler Ebene
Die allermeisten Angebote für Kinder und Jugendliche werden von den Trägern der Jugendarbeit auf kommunaler Ebene angeboten. Jugendverbände, Jugendgruppen und -initiativen leisten als freie Träger den überwiegenden Teil der Arbeit und werden durch die Angebote der öffentlichen Jugendarbeit (Stadt- und Kreisjugendpflege) ergänzt. Die Kreis-, Stadt-, (Samt)Gemeinde- und Ortsjugendringe sind die Zusammenschlüsse der Jugendverbände und -gruppen in der jeweiligen Gebietskörperschaft und vertreten die Interessen der Jugendorganisationen und der jungen Menschen gegenüber Politik und Öffentlichkeit.

### Jugendpolitik auf kommunaler Ebene
Jeder Landkreis und jede kreisfreie Stadt muss ein Jugendamt haben. Das Jugendamt ist zweigliedrig und besteht aus der Verwaltung und dem Jugendhilfeausschuss. Im Jugendhilfeausschuss sind auch die Freien Träger der Jugendarbeit antrags- und stimmberechtigt. Außerdem gibt es in vielen Städten und Gemeinden Ausschüsse, in denen Jugendarbeit beraten wird (z. B. Ausschuss für Soziales, Jugend und Sport). Daneben gibt es weitere Arbeitskreise, in denen in vielen Orten Jugendarbeit eine Rolle spielt, beispielsweise Präventionsräte oder Lokale-Agenda21-Gruppen.

## Jugendpolitik auf europäischer Ebene
Die Europäische Union hat nur eine begrenzte jugendpolitische Kompetenz. Entscheidungen erfolgen einstimmig. Dennoch bemüht sich insbesondere die Europäische Kommission um eine Zusammenarbeit mit Jugendorganisationen. Das Europäische Jugendforum wird entsprechend gefördert. Unterschätzt wird in diesem Zusammenhang auch die Arbeit des Europarates.